# Swat (rivière)
La rivière Swat est un cours d'eau situé dans la province de Khyber Pakhtunkhwa, dans le nord-ouest du Pakistan. Elle est un affluent de la rivière Kaboul.

## Géographie
La Longueur du cours d'eau est d'environ 200 km.

Carte des cours d'eau du nord du Pakistan et de l'Inde.

La rivière prend sa source dans les montagnes Hindou Kouch, dans l'Himalaya. Elle traverse ensuite la vallée de Kalam (en), le district de Swat, le district du Bas-Dir, le district de Malakand, puis elle se jette dans la rivière Kaboul près de Peshawar.

## Galerie
|  |  |

## Étymologie
Le nom Swat est dérivé d'un ancien terme sanskrit, Suvāstu « eau claire d'azur »". Ce nom de la rivière est attesté dans le Rig-Véda.

## Histoire
Dans la première moitié du deuxième millénaire avant notre ère, des populations d'ascendance steppique parlant des langues indo-iraniennes s'installent dans la vallée.
Alexandre le Grand a fait la conquête de la vallée en 327 av. J.-C.. Au début de notre ère une importante communauté bouddhiste a laissé de nombreux monuments dans cette vallée du district de Swat. Les sculptures qui ont pu être préservées jusqu'à aujourd'hui témoignent de la grande qualité du travail des sculpteurs, de leur très grand pouvoir de synthèse entre les cultures qui caractérisaient alors le territoire contrôlé par les Kouchans et leurs successeurs, jusqu'au Cachemire. Cette vallée, aux marges du bassin de l'ancien Gandhara, est considérée comme relevant de son espace culturel, à cette ancienne époque. Et l'art qui y a été produit relève donc de l'art du Gandhara. Cependant les traits caractéristiques qui lui sont propres offrent un terrain de recherche ouvert, à l'avenir. Certains caractères formels des sculptures du Gandhara et des régions plus ou moins voisines ont permis au premier spécialiste de cet art, Alfred Foucher, de créer le concept d'art gréco-bouddhique en 1905. Aujourd'hui ce concept s'avère trop réducteur, sans pour autant avoir trouvé une autre dénomination acceptée par tous, et l'art de la vallée du Swat peut être comparé aux autres « arts gréco-bouddhistes » , à défaut d'autre concept.